# Засыпье
Засыпье — деревня в Горском сельском поселении Тихвинского района Ленинградской области.

## История
Как деревня Засопье она упоминается на «Специальной карте западной части России» Ф. Ф. Шуберта 1844 года.

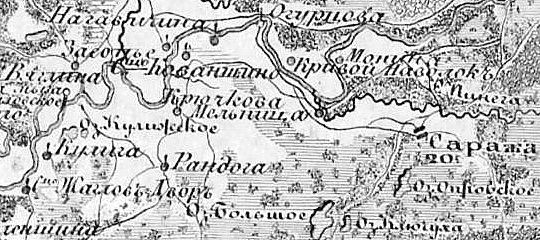
Деревня Засыпье на карте 1847 года

На семитопографической карте Новгородской губернии 1847 года деревня также названа Засопье.

ЗАСЫПЬЕ — деревня Крючковского общества, Пашекожельского прихода. Река Паша.

Крестьянских дворов — 16. Строений — 44, в том числе жилых — 27.

Число жителей по семейным спискам 1879 г.: 46 м. п., 49 ж. п.; по приходским сведениям 1879 г.: 43 м. п., 54 ж. п.

В конце XIX века деревня относилась к Новинской волости 2-го стана, в начале XX века — к Новинской волости 1-го земского участка 1-го стана Тихвинского уезда Новгородской губернии.
В начале XX века близ деревни находились 9 сопок.

ЗАСЫПЬЕ — деревня Крючковского общества, дворов — 28, жилых домов — 33, число жителей: 58 м. п., 75 ж. п.
 
Занятия жителей — земледелие, лесные заработки. Река Паша. Часовня. (1910 год)

С 1917 по 1918 год деревня Засыпье входила в состав Новинской волости Тихвинского уезда Новгородской губернии. 
С 1918 года в составе Череповецкой губернии.
С 1924 года в составе Прогальской волости.
С 1927 года в составе Новинского сельсовета Тихвинского района.
В 1928 году население деревни Засыпье составляло 153 человека.
Согласно карте Ленинградской области Северо-западного аэрогеодезического треста ГГУ издания 1932 года деревня насчитывала 18 крестьянских дворов.
По данным 1933 года деревня называлась Засопье и входила в состав Новинского сельсовета.
В 1940 году население деревни Засыпье составляло 44 человека.
С 1963 года в составе Горского сельсовета.
По данным 1966, 1973 и 1990 годов деревня Засыпье также входила в состав Горского сельсовета.
В 1997 году в деревне Засыпье Горской волости проживали 6 человек, в 2002 году — 13 человек (русские — 92 %).
В 2007 году в деревне Засыпье Горского СП проживали 6 человек, в 2010 году — 8.

## География
Деревня расположена в центральной части района на автодороге 41К-898 (подъезд к д. Дуброво).
Расстояние до административного центра поселения — 6 км.
Расстояние до ближайшей железнодорожной станции Тихвин — 29 км.
Деревня находится на правом берегу реки Паша.

## Демография
| 1879 | 1910 | 1928 | 1940 | 1997 | 2002 | 2007 |
| ---- | ---- | ---- | ---- | ---- | ---- | ---- |
| 95   | ↗133 | ↗153 | ↘44  | ↘6   | ↗13  | ↘6   |
| 2010 | 2017 |      |      |      |      |      |
| ↗8   | ↗15  |      |      |      |      |      |

### Национальный состав
Согласно данным Всероссийской переписи населения 2021 года в деревне проживали 14 человек, все русские.

## Улицы
Береговая, Хвойная.